# Calliactis
Genre
Calliactis est un genre d'anémones de mer de la famille des Hormathiidae.

## Systématique
Le genre Calliactis a été créé en 1869 par le zoologiste américain Addison Emery Verrill (1839-1926).

## Caractéristiques

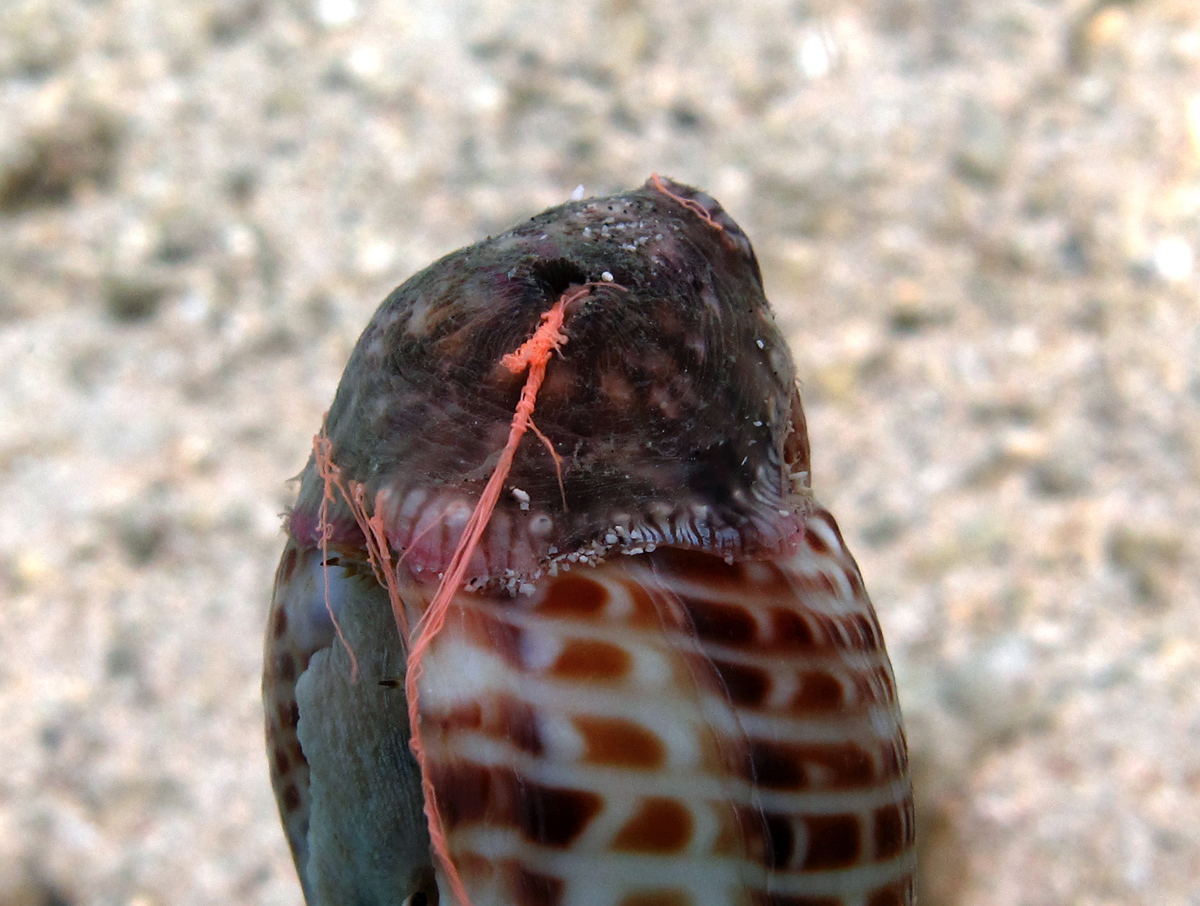
Calliactis polypus éjectant ses aconties.

Ces anémones vivent souvent en symbiose avec des pagures (notamment ceux du genre Dardanus), qui les cultivent sur la coquille qu'ils habitent et qu'elles protègent de certains prédateurs grâce à leurs aconties.

## Liste des espèces
Liste des espèces selon World Register of Marine Species (14 avril 2022) :
- Calliactis algoaensis Carlgren, 1938
- Calliactis androgyna Riemann-Zürneck, 1975
- Calliactis annulata Carlgren, 1922
- Calliactis argentacolorata Pei, 1996
- Calliactis armillatas Verrill, 1928
- Calliactis brevicornis (Studer, 1879)
- Calliactis conchiola Parry, 1952
- Calliactis japonica Carlgren, 1928
- Calliactis marmorata Studer, 1879
- Calliactis parasitica (Couch, 1842)
- Calliactis polypores Pei, 1996
- Calliactis polypus (Forsskål, 1775)
- Calliactis reticulata Stephenson, 1918
- Calliactis sinensis (Verrill, 1869)
- Calliactis tigris Gusmão, Rodríguez & Daly, 2019
- Calliactis tricolor (Le Sueur, 1817)
- Calliactis valdiviae Carlgren, 1938
- Calliactis variegata Verrill, 1869
- Calliactis xishaensis Pei, 1996

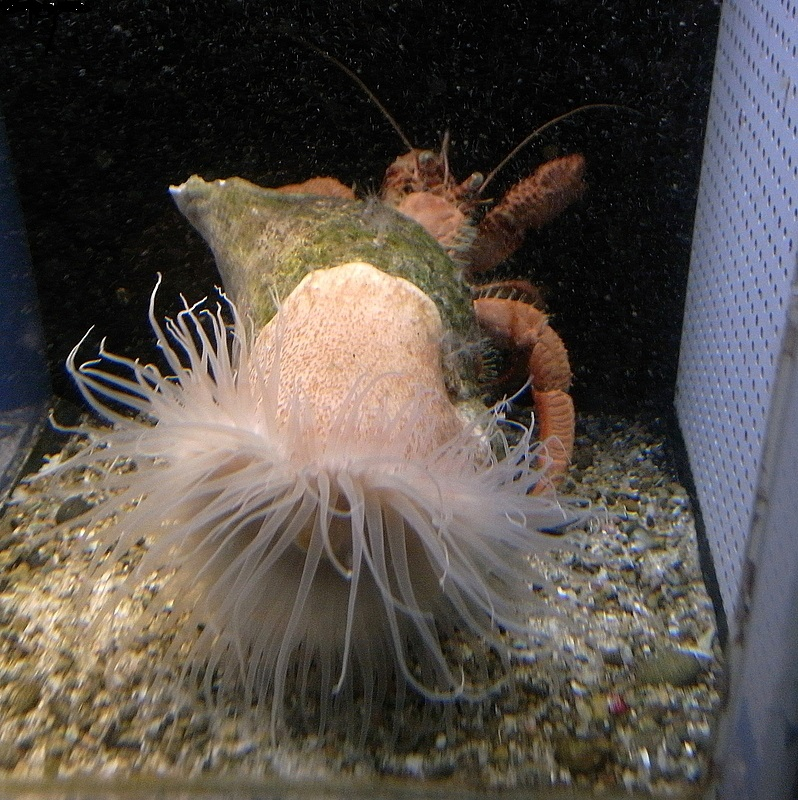
Calliactis japonica.
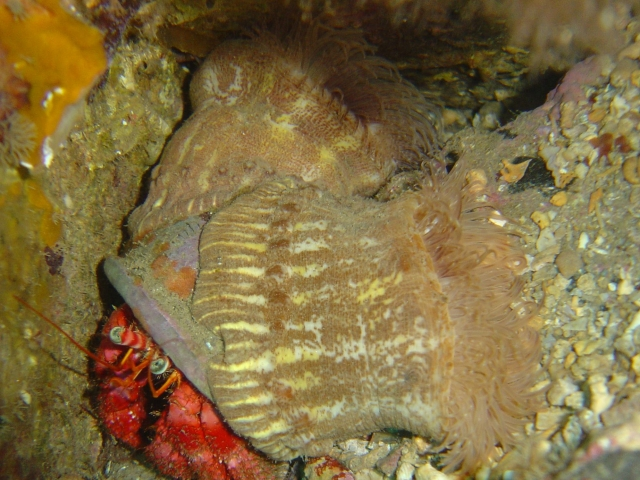
Calliactis parasitica.
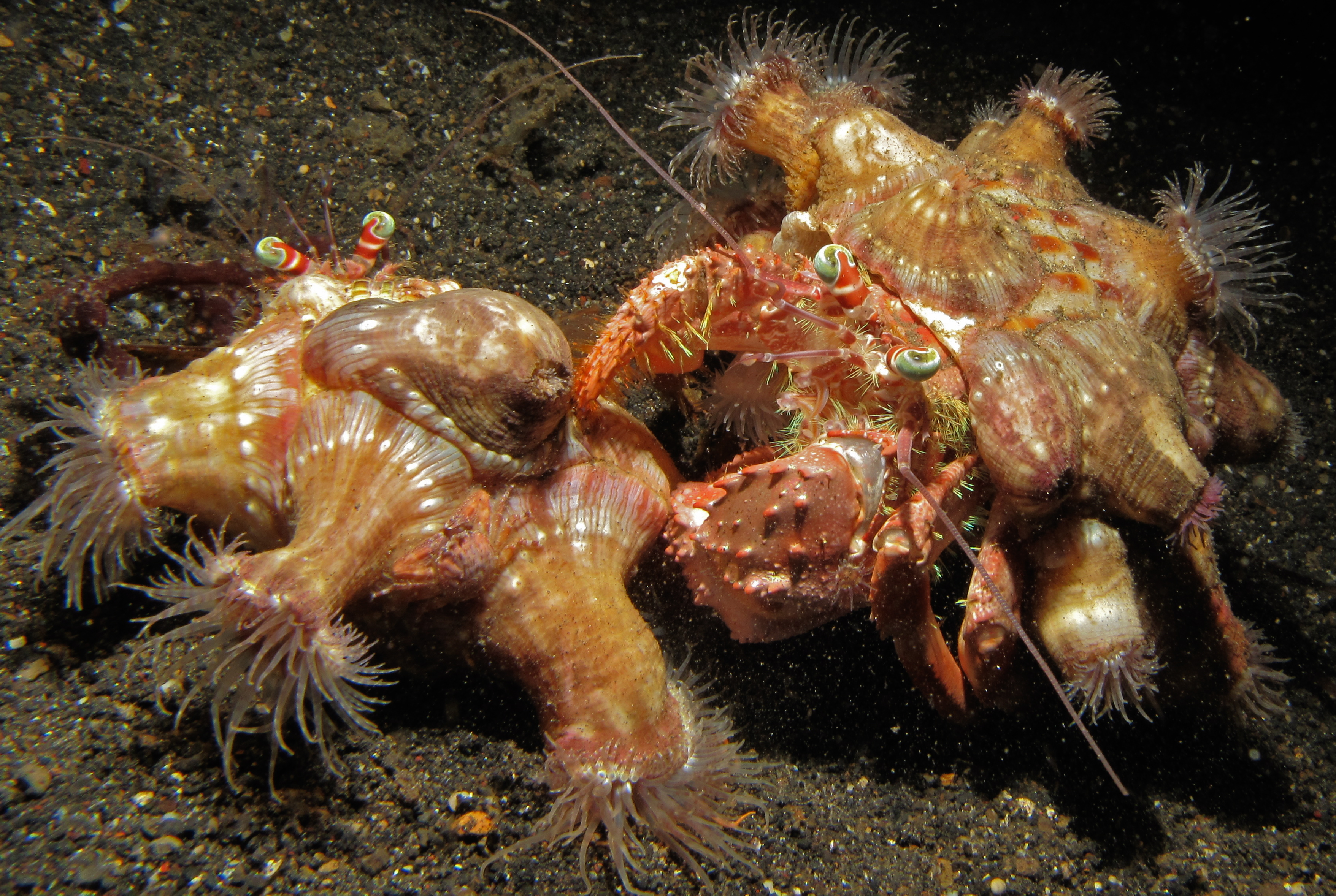
Calliactis polypus.
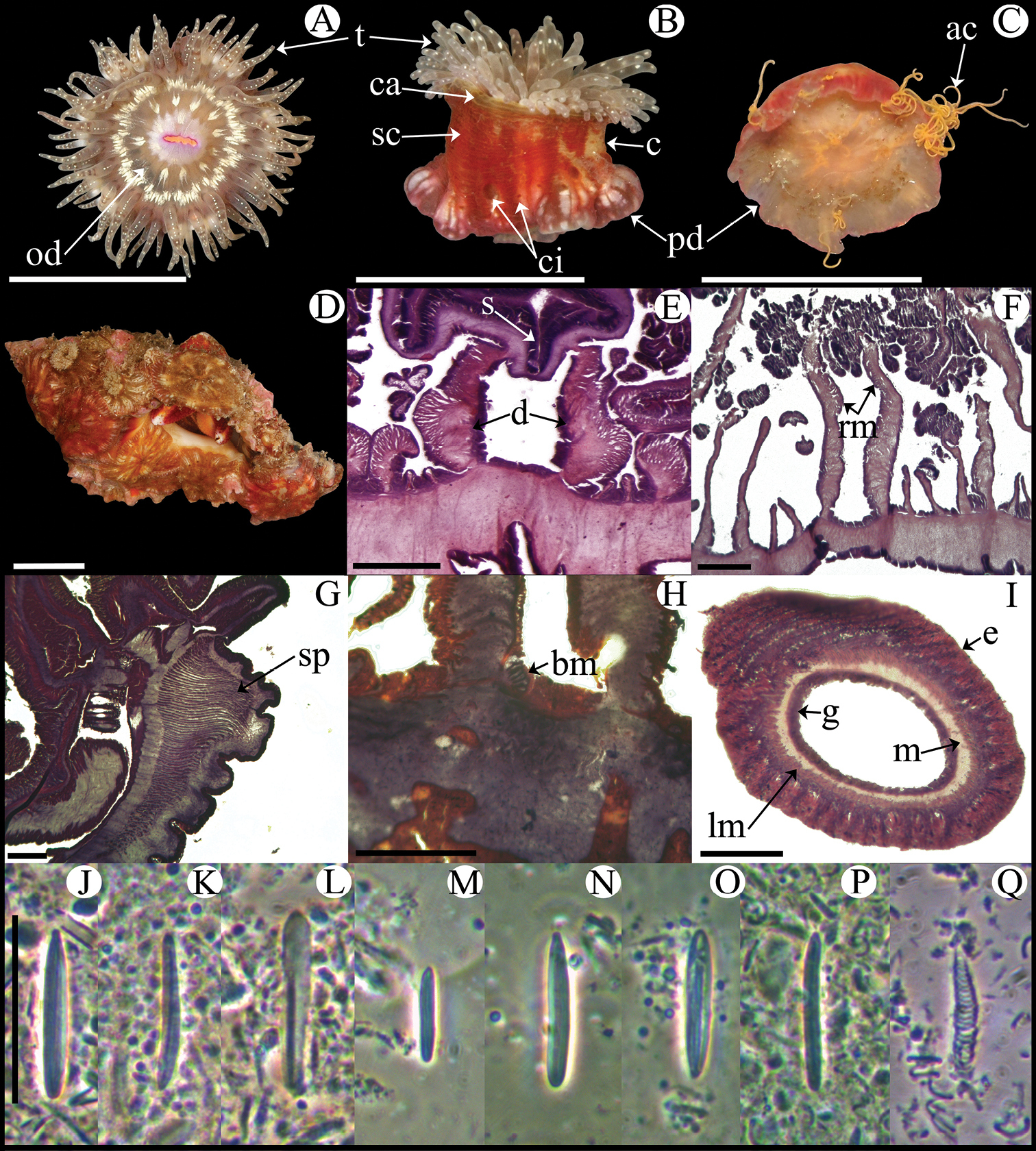
Calliactis tricolor.